# Olsenella umbonata
Olsenella umbonata es una especie de  bacteria grampositiva del género Olsenella. Fue descrita en el año 2011. Su etimología hace referencia a umbonado. Es anaerobia e inmóvil. Tiene un tamaño de 0,3-0,6 μm de ancho por 0,6-2,2 μm de largo. Forma colonias circulares, lisas, elevadas y umbonadas, semitraslúcidas, con márgenes enteros y de color blanco grisáceo en agar FAA y PYG tras 48 horas de incubación. Catalasa y oxidasa negativas. Temperatura de crecimiento entre 30-45 °C, óptima de 37 °C. Tiene un contenido de G+C de 63-64%. Se ha aislado del intestino de cerdos y del rumen de ovejas en Alemania.